# Велика џамија у Керуану
Велика џамија у Керуану (арап. جامع القيروان الأكبر), позната и као Укбетова џамија, једна је од највећих и најстаријих џамија у Тунису.

## Историја
Џамију је изградио Укбе ибн Нафија 670. године, приликом оснивања и градње града Керуана. Она заузима простор од 9.700 километара квадратних километара и сматра се моделом за све остале џамије на Магребу, у западном исламском свету. Велика џамија у Керуану је један од најупечатљивијих и највећих исламских споменика у северној Африци. Њен обим је скоро 405 метара. Овај простор садржи салу за молитву, мермером поплочано двориште и велики квадратни минарет. Поред своје духовне вредности, џамија представља и ремек-дело архитектуре и исламске уметности.
Слава џамије која је одјекнула у исламском свету као центар науке помогла је граду Керуан да се развије у један од великих просперитетних центара у тадашњем исламском свету. Џамија је постала универзитетски центар у који су долазили студенти из целог света.
Садашњи изглед џамије датира из Аглабитске династије, осим пар делова, чија се реконструкција десила после. До данашњих дана, џамија је неколико пута рестаурирана и надограђивана. Осим михраба, ниједан део џамије није старији од 9. века. Недуго након изградње, џамија је била демолирана за време окупације Керуана од стране Бербера. Обновио ју је арапски емир ибн Нуман 10 година након тога. Због повећања броја становника у Керуану, емевијски халифа Хишам Абдулмелик наредио је рушење тадашње џамије ради грађења веће. Једини део који није био срушен је михраб.
Под Аглабидима, Керуан је био миран и просперитетан град у коме је цветала економија и школство. Године 836. локални емир је још једном реконструисао џамију. Надоградње и обнове дешавале су се и 863, када се повећало двориште и купола на улазу. 875. је Ебу Ибрахим додао још три улаза чиме је смањио двориште. Након ових година, џамија није значајно надограђивана, осим неколико мањих рестаурација.

## Галерија
- Минарет
- Спољашњи зид источне стране
- Двориште
- Стубови који окружују двориште
- Мусала
- Мусала (са минаретом у даљини)
- Минарет ноћу
- Бунар у дворишту